# أبوليزوماب
أبوليزوماب هو جسم مضاد وحيد النسيلة يدرس حالياً ليستخدم في أورام الدم.